# Morad/Diskografie
Diese Diskografie ist eine Übersicht über die musikalischen Werke des spanischen Rappers Morad. Den Schallplattenauszeichnungen zufolge hat er bisher mehr als 5,4 Millionen Tonträger verkauft, davon alleine in seiner Heimat über 3,1 Millionen. Seine erfolgreichste Veröffentlichung ist die Single Se grita mit über 468.000 verkauften Einheiten.

## Alben

### Studioalben
| Jahr | Titel Musiklabel         | Höchstplatzierung, Gesamtwochen, AuszeichnungChartplatzierungen (Jahr, Titel, Musiklabel, Platzierungen, Wochen, Auszeichnungen, Anmerkungen) | Höchstplatzierung, Gesamtwochen, AuszeichnungChartplatzierungen (Jahr, Titel, Musiklabel, Platzierungen, Wochen, Auszeichnungen, Anmerkungen) | Anmerkungen                          |
| Jahr | Titel Musiklabel         | ES | CH | Anmerkungen                          |
| ---- | ------------------------ | --- | --- | ------------------------------------ |
| 2019 | M.D.L.R.                 | — | — | Erstveröffentlichung: 3. Mai 2019    |
| 2020 | M.D.L.R. 2.0 M.D.L.R.    | — | — | Erstveröffentlichung: 21. April 2020 |
| 2023 | Reinsertado M.D.L.R.     | ES2 Platin · (82 Wo.)ES | CH5 (15 Wo.)CH | Erstveröffentlichung: 12. Mai 2023   |
| 2025 | Reinsertado 2.0 M.D.L.R. | ES10 (… Wo.)ES | CH17 (3 Wo.)CH | Erstveröffentlichung: 4. Juli 2025   |

### EPs
| Jahr | Titel Musiklabel | Höchstplatzierung, Gesamtwochen, AuszeichnungChartplatzierungen (Jahr, Titel, Musiklabel, Platzierungen, Wochen, Auszeichnungen, Anmerkungen) | Höchstplatzierung, Gesamtwochen, AuszeichnungChartplatzierungen (Jahr, Titel, Musiklabel, Platzierungen, Wochen, Auszeichnungen, Anmerkungen) | Anmerkungen                                             |
| Jahr | Titel Musiklabel | ES | CH | Anmerkungen                                             |
| ---- | ---------------- | --- | --- | ------------------------------------------------------- |
| 2022 | Capítulo 1 Ky B  | ES6 Gold · (42 Wo.)ES | — | Erstveröffentlichung: 1. April 2022 mit Beny Jr         |
| 2023 | Zizou M.D.L.R.   | ES12 (14 Wo.)ES | — | Erstveröffentlichung: 30. November 2023 mit Dellafuente |

## Singles

### Als Leadmusiker
| Jahr | Titel Album                         | Höchstplatzierung, Gesamtwochen, AuszeichnungChartplatzierungen (Jahr, Titel, Album, Platzierungen, Wochen, Auszeichnungen, Anmerkungen) | Höchstplatzierung, Gesamtwochen, AuszeichnungChartplatzierungen (Jahr, Titel, Album, Platzierungen, Wochen, Auszeichnungen, Anmerkungen) | Anmerkungen                                                                                             |
| Jahr | Titel Album                         | ES | CH | Anmerkungen                                                                                             |
| --- | ----------------------------------- | --- | --- | --- |
| 2018 | No son de calle –                   | — | — | Erstveröffentlichung: 7. Oktober 2018                                                                   |
| 2018 | La vida loca –                      | — | — | Erstveröffentlichung: 14. Oktober 2018                                                                  |
| 2018 | La calle me enseñó –                | — | — | Erstveröffentlichung: 30. Dezember 2018                                                                 |
| 2019 | Lo que quiera –                     | — | — | Erstveröffentlichung: 22. Februar 2019                                                                  |
| 2019 | Un cuento –                         | — | — | Erstveröffentlichung: 8. März 2019                                                                      |
| 2019 | Mentira –                           | — | — | Erstveröffentlichung: 23. September 2019 mit Kaydy Cain und Lowlight                                    |
| 2019 | Profesores –                        | ES— GoldES | — | Erstveröffentlichung: 4. Oktober 2019                                                                   |
| 2019 | Avisado –                           | — | — | Erstveröffentlichung: 10. Oktober 2019                                                                  |
| 2019 | Aguantando –                        | ES78 (4 Wo.)ES | — | Erstveröffentlichung: 21. Oktober 2019                                                                  |
| 2020 | Peligroso –                         | — | — | Erstveröffentlichung: 10. Januar 2020 Ashafar                                                           |
| 2020 | Les duele –                         | ES— GoldES | — | Erstveröffentlichung: 31. Januar 2020                                                                   |
| 2020 | Que viene el álbum –                | — | — | Erstveröffentlichung: 6. März 2020                                                                      |
| 2020 | Bobo –                              | ES92 Gold · (2 Wo.)ES | — | Erstveröffentlichung: 27. März 2020                                                                     |
| 2020 | He visto –                          | ES— GoldES | — | Erstveröffentlichung: 22. Mai 2020                                                                      |
| 2020 | No te imaginas La Isla LP           | ES55 (2 Wo.)ES | — | Erstveröffentlichung: 28. Juni 2020 mit Rels B                                                          |
| 2020 | Normal –                            | ES79 Platin · (2 Wo.)ES | — | Erstveröffentlichung: 10. Juli 2020                                                                     |
| 2020 | Nos perdone –                       | — | — | Erstveröffentlichung: 2. Oktober 2020                                                                   |
| 2020 | Yo no voy –                         | ES32 Platin · (12 Wo.)ES | — | Erstveröffentlichung: 30. Oktober 2020                                                                  |
| 2020 | Motorola –                          | ES22 Platin · (14 Wo.)ES | — | Erstveröffentlichung: 13. November 2020                                                                 |
| 2020 | Duros, blandos y flojos –           | — | — | Erstveröffentlichung: 25. Dezember 2020                                                                 |
| 2021 | El coleta –                         | ES52 (2 Wo.)ES | — | Erstveröffentlichung: 15. Januar 2021                                                                   |
| 2021 | Seguimos –                          | — | — | Erstveröffentlichung: 5. März 2021                                                                      |
| 2021 | Toca –                              | — | — | Erstveröffentlichung: 12. März 2021                                                                     |
| 2021 | Añoranza, sinónimo de la soledad –  | — | — | Erstveröffentlichung: 9. April 2021                                                                     |
| 2021 | Paranoia (Freestyle) –              | — | — | Erstveröffentlichung: 23. Juli 2021                                                                     |
| 2021 | Cómo están? –                       | ES63 Platin · (6 Wo.)ES | — | Erstveröffentlichung: 6. August 2021 mit Trobi                                                          |
| 2021 | Soñar –                             | ES64 Platin · (8 Wo.)ES | — | Erstveröffentlichung: 11. September 2021                                                                |
| 2021 | Cuando ella sale –                  | ES27 Platin · (19 Wo.)ES | — | Erstveröffentlichung: 22. Oktober 2021                                                                  |
| 2021 | Pelele –                            | ES1 ×3Dreifachplatin · (30 Wo.)ES | — | Erstveröffentlichung: 24. Dezember 2021                                                                 |
| 2022 | No y no –                           | ES22 Gold · (4 Wo.)ES | — | Erstveröffentlichung: 25. Februar 2022                                                                  |
| 2022 | Sigue Capítulo 1                    | ES17 ×4Vierfachplatin · (33 Wo.)ES | CH44 (9 Wo.)CH | Erstveröffentlichung: 1. April 2022 mit Beny Jr                                                         |
| 2022 | Chandal –                           | ES93 (1 Wo.)ES | — | Erstveröffentlichung: 13. Mai 2022                                                                      |
| 2022 | Mama me dice –                      | ES74 Platin · (4 Wo.)ES | — | Erstveröffentlichung: 9. Juli 2022                                                                      |
| 2022 | Carretera –                         | ES80 Gold · (1 Wo.)ES | — | Erstveröffentlichung: 25. November 2022                                                                 |
| 2022 | Dominicana Metamorfosis             | ES16 ×2Doppelplatin · (20 Wo.)ES | — | Erstveröffentlichung: 1. Dezember 2022 mit Rvfv & Pablo Mas                                             |
| 2023 | Paz Reinsertado                     | ES39 Gold · (3 Wo.)ES | — | Erstveröffentlichung: 5. Mai 2023 feat. Nicki Nicole                                                    |
| 2023 | Se grita Reinsertado                | ES54 Platin · (8 Wo.)ES | CH29 (17 Wo.)CH | Erstveröffentlichung: 16. Juni 2023 feat. Jul; #11 der deutschen Single-Trend-Charts am 25. August 2023 |
| 2023 | Pa’ la vuelta –                     | ES53 (1 Wo.)ES | — | Erstveröffentlichung: 4. August 2023 mit Eladio Carrión                                                 |
| 2023 | No estuviste en lo malo (Remix) –   | ES14 Platin · (20 Wo.)ES | — | Erstveröffentlichung: 4. Oktober 2023 feat. Beny Jr & Dellafuente                                       |
| 2023 | No han cambiado –                   | ES85 Gold · (2 Wo.)ES | — | Erstveröffentlichung: 4. November 2023                                                                  |
| 2023 | Manos rotas Zizou                   | ES1 ×6Sechsfachplatin · (67 Wo.)ES | — | Erstveröffentlichung: 16. November 2023 mit Dellafuente                                                 |
| 2024 | París Como Hakimi –                 | ES53 Gold · (2 Wo.)ES | — | Erstveröffentlichung: 12. Januar 2024                                                                   |
| 2024 | Algo muy raro –                     | ES74 (1 Wo.)ES | — | Erstveröffentlichung: 22. Januar 2024                                                                   |
| 2024 | Lo que tiene –                      | ES7 ×3Dreifachplatin · (52 Wo.)ES | — | Erstveröffentlichung: 8. März 2024 mit Beny Jr & Rvfv                                                   |
| 2024 | Contento –                          | ES53 Gold · (2 Wo.)ES | — | Erstveröffentlichung: 12. April 2024                                                                    |
| 2024 | No me duele –                       | ES68 (3 Wo.)ES | — | Erstveröffentlichung: 7. Oktober 2024                                                                   |
| 2024 | Se fue –                            | ES9 Platin · (15 Wo.)ES | — | Erstveröffentlichung: 19. Dezember 2024 mit Moncho Chavea                                               |
| 2025 | Olvidar –                           | ES71 (3 Wo.)ES | — | Erstveröffentlichung: 3. Januar 2025                                                                    |
| 2025 | Corazón Puro –                      | ES9 Gold · (15 Wo.)ES | — | Erstveröffentlichung: 24. Januar 2025 mit Rvfv & Rels B                                                 |
| Folgende Lieder erschienen nicht als Single, wurden aber durch das Album zum Download und Streaming bereitgestellt und konnten somit eine Platzierung erlangen: |                                     | | | |
| |                                     | | | |
| 2022 | Cómo es? Capítulo 1                 | ES59 Gold · (1 Wo.)ES | — | mit Beny Jr                                                                                             |
| 2022 | Que dira? Capítulo 1                | ES63 Platin · (5 Wo.)ES | — | mit Beny Jr                                                                                             |
| 2022 | Vuelve Capítulo 1                   | ES82 Gold · (1 Wo.)ES | — | mit Beny Jr                                                                                             |
| 2022 | La verdad Capítulo 1                | ES84 Gold · (1 Wo.)ES | — | mit Beny Jr                                                                                             |
| 2023 | Andando Reinsertado                 | ES37 Platin · (4 Wo.)ES | — | feat. Eladio Carrión & Beny Jr                                                                          |
| 2023 | No estuviste en lo malo Reinsertado | ES44 Platin · (7 Wo.)ES | — | |
| 2023 | Estopa Reinsertado                  | ES77 Gold · (2 Wo.)ES | — | |
| 2023 | Soledad Reinsertado                 | ES83 (1 Wo.)ES | — | |
| 2023 | Desespero Reinsertado               | ES99 Platin · (1 Wo.)ES | — | feat. Rvfv                                                                                              |
| 2023 | Figo Zizou                          | ES61 (2 Wo.)ES | — | mit Dellafuente                                                                                         |
| 2025 | Banda Reinsertado 2.0               | ES45 (2 Wo.)ES | — | feat. Dei V                                                                                             |
| 2025 | Lamine Reinsertado 2.0              | ES90 (1 Wo.)ES | — | |

### Als Gastmusiker
| Jahr | Titel Album                                      | Höchstplatzierung, Gesamtwochen, AuszeichnungChartplatzierungen (Jahr, Titel, Album, Platzierungen, Wochen, Auszeichnungen, Anmerkungen) | Höchstplatzierung, Gesamtwochen, AuszeichnungChartplatzierungen (Jahr, Titel, Album, Platzierungen, Wochen, Auszeichnungen, Anmerkungen) | Höchstplatzierung, Gesamtwochen, AuszeichnungChartplatzierungen (Jahr, Titel, Album, Platzierungen, Wochen, Auszeichnungen, Anmerkungen) | Höchstplatzierung, Gesamtwochen, AuszeichnungChartplatzierungen (Jahr, Titel, Album, Platzierungen, Wochen, Auszeichnungen, Anmerkungen) | Anmerkungen |
| Jahr | Titel Album                                      | ES | DE | AT | CH | Anmerkungen |
| --- | ------------------------------------------------ | --- | --- | --- | --- | --- |
| 2020 | De aqui pa ya Plug Talk 2                        | — | — | — | — | Erstveröffentlichung: 31. Juli 2020 The Plug feat. Lacrim & Morad                                                               |
| 2020 | Siempre que amanece Bendiciones                  | ES66 Platin · (1 Wo.)ES | — | — | — | Erstveröffentlichung: 9. Oktober 2020 Maka feat. Morad & Dellafuente                                                            |
| 2021 | Envidioso Plaza (Deluxe Edition)                 | — | — | — | — | Erstveröffentlichung: 16. April 2021 Capo Plaza feat. Morad                                                                     |
| 2021 | Aquí –                                           | — | — | — | — | Erstveröffentlichung: 25. Juni 2021 mit AriBeatz & Ozuna feat. Morad                                                            |
| 2021 | Papel –                                          | — | — | — | — | Erstveröffentlichung: 27. August 2021 Rim'K feat. Morad                                                                         |
| 2021 | Habla claro –                                    | ES23 Platin · (10 Wo.)ES | — | — | — | Erstveröffentlichung: 11. November 2021 Eladio Carrión × Morad                                                                  |
| 2021 | Morad: Bzrp Music Sessions, Vol. 47 –            | ES1 ×3Dreifachplatin · (32 Wo.)ES | — | — | — | Erstveröffentlichung: 8. Dezember 2021 Bizarrap feat. Morad                                                                     |
| 2023 | Seya Les dernières volontés de Mozart (Symphony) | ES31 ×2Doppelplatin · (22 Wo.)ES | — | — | CH20 (34 Wo.)CH | Erstveröffentlichung: 6. Oktober 2023 Gims feat. Sativamusic & Morad; #15 der deutschen Single-Trend-Charts am 23. Februar 2024 |
| 2023 | Familia Seductive                                | — | DE12 (2 Wo.)DE | AT15 (2 Wo.)AT | CH6 (3 Wo.)CH | Erstveröffentlichung: 9. November 2023 Luciano feat. Morad                                                                      |
| 2023 | Imaginando D-Tec                                 | — | DE92 (1 Wo.)DE | — | — | Erstveröffentlichung: 7. Dezember 2023 Eno feat. Morad & Mero                                                                   |
| 2025 | RS6 Bababa World                                 | ES54 (9 Wo.)ES | — | — | CH67 (1 Wo.)CH | Erstveröffentlichung: 9. Mai 2025 Dystinct feat. Morad                                                                          |
| 2025 | Tutto bene –                                     | — | DE9 (… Wo.)DE | AT9 (6 Wo.)AT | CH3 (5 Wo.)CH | Erstveröffentlichung: 6. Juni 2025 Dardan feat. Morad                                                                           |
| Folgende Lieder erschienen nicht als Single, wurden aber durch das Album zum Download und Streaming bereitgestellt und konnten somit eine Platzierung erlangen: |                                                  | | | | | |
| |                                                  | | | | | |
| 2019 | A escondidas Moonchies                           | ES28 ×3Dreifachplatin · (19 Wo.)ES | — | — | — | Skyhook feat. Morad |
| 2022 | Eurovision 23                                    | ES75 Platin · (2 Wo.)ES | — | — | — | Central Cee feat. Rondodasosa, Baby Gang, A2 Anti, Morad, Benny Jr, Ashe 22 & Freeze Corleone                                   |
| 2023 | Criminel Omerta                                  | — | — | — | CH97 (1 Wo.)CH | Maes feat. Morad |
| 2024 | Así Soy La Joia                                  | ES78 (1 Wo.)ES | — | — | — | Bad Gyal feat. Morad |
| 2024 | 0 confianza El tiburón                           | ES26 Gold · (4 Wo.)ES | — | — | — | Rvfv feat. Morad |
| 2024 | Trato de estar bien Ameri                        | ES36 (2 Wo.)ES | — | — | — | Duki feat. Morad |
| 2024 | Nos creíamos kies Tres creus                     | ES89 (1 Wo.)ES | — | — | — | Hoke feat. Morad |

## Sonderveröffentlichungen
Gastbeiträge
- 2019: Nuestros modos (Delarue feat. Morad)
- 2020: Vatos locos (Jul feat. Morad)
- 2021: Nos vies (Timal feat. Morad)
- 2021: Toda la noche (Jul feat. Morad & Naps)

## Statistik

### Chartauswertung
|                     | ES    | CH    |
| ------------------- | ----- | ----- |
| Nummer-eins-Alben   | ES—ES | CH—CH |
| Top-10-Alben        | ES3ES | CH1CH |
| Alben in den Charts | ES4ES | CH2CH |

|                       | ES     | DE    | AT    | CH    |
| --------------------- | ------ | ----- | ----- | ----- |
| Nummer-eins-Singles   | ES3ES  | DE—DE | AT—AT | CH—CH |
| Top-10-Singles        | ES16ES | DE1DE | AT1AT | CH2CH |
| Singles in den Charts | ES33ES | DE3DE | AT2AT | CH7CH |

### Auszeichnungen für Musikverkäufe
| Goldene Schallplatte - Frankreich - 2023: für das Lied Toda la noche - 2024: für das Lied Europa - 2025: für das Album Reinsertado - Griechenland - 2024: für die Single Se grita - 2025: für die Single Pelele - Italien - 2021: für die Single Envidioso - 2023: für die Single Eurovision - 2023: für die Single Pelele - 2023: für die Single Se grita - 2024: für die Single Seya - 2024: für die Single Soñar - 2024: für die Single Motorola - Mexiko - 2020: für die Single No te imaginas - Niederlande - 2025: für die Single Se grita - Portugal - 2024: für die Single Sigue - Spanien - 2024: für das Lied La street - 2024: für das Lied Pensamientos - 2024: für das Lied K y B - 2024: für das Lied Europa - 2024: für das Lied M.D.L.R. - 2025: für das Lied Cuidadito | Platin-Schallplatte - Frankreich - 2023: für die Single Papel - 2025: für die Single Seya - 2025: für die Single Sigue - Griechenland - 2023: für das Lied Casablanca - Italien - 2024: für das Lied Casablanca - 2024: für die Single Sigue - Portugal - 2023: für die Single Pelele 2× Platin-Schallplatte - Griechenland - 2025: für die Single Sigue - 2025: für die Single Seya - Portugal - 2023: für die Single Seya Diamantene Schallplatte - Frankreich - 2024: für das Lied La street - 2025: für die Single Se grita |

Anmerkung: Auszeichnungen in Ländern aus den Charttabellen bzw. Chartboxen sind in ebendiesen zu finden.
| Land/RegionAuszeichnungen für Musikverkäufe (Land/Region, Auszeichnungen, Verkäufe, Quellen) | Gold       | Platin       | Diamant     | Verkäufe  | Quellen             |
| -------------------------------------------------------------------------------------------- | ---------- | ------------ | ----------- | --------- | ------------------- |
| Frankreich (SNEP)                                                                            | 3× Gold3   | 3× Platin3   | 2× Diamant2 | 1.516.666 | snepmusique.com     |
| Griechenland (IFPI)                                                                          | 2× Gold2   | 5× Platin5   | —           | 120.000   | Einzelnachweise     |
| Italien (FIMI)                                                                               | 7× Gold7   | 2× Platin2   | —           | 535.000   | fimi.it             |
| Mexiko (AMPROFON)                                                                            | Gold1      | —            | —           | 30.000    | amprofon.com.mx     |
| Niederlande (NVPI)                                                                           | Gold1      | —            | —           | 45.000    | nvpi.nl             |
| Portugal (AFP)                                                                               | Gold1      | 3× Platin3   | —           | 35.000    | Einzelnachweise     |
| Spanien (Promusicae)                                                                         | 23× Gold23 | 44× Platin44 | —           | 3.200.000 | elportaldemusica.es |
| Insgesamt                                                                                    | 38× Gold38 | 57× Platin57 | 2× Diamant2 |           |                     |